# Каркјеран
Каркјеран (фр. Carqueiranne) насеље је и општина у Француској у региону Прованса-Алпи-Азурна обала, у департману Вар која припада префектури Тулон.
По подацима из 2011. године у општини је живело 9.894 становника, а густина насељености је износила 683,29 становника/km². Општина се простире на површини од 14,48 km². Налази се на средњој надморској висини од 26 метара (максималној 305 m, а минималној 0 m).

## Демографија
| 1962. | 1968. | 1975. | 1982. | 1990. | 1999. | 2011. |
| ----- | ----- | ----- | ----- | ----- | ----- | ----- |
| 3.826 | 4.449 | 5.131 | 6.199 | 7.118 | 8.436 | 9.894 |

График промене броја становника у току последњих година